# Transatlantic Dialogue Center
Transatlantic Dialogue Center (TDC, укр. Центр трансатлантичного діалогу) — українська громадська організація, створена в грудні 2021 року. Центр займається політичним аналізом, проектною діяльністю та наданням консультацій у сфері зовнішньої політики та комунікацій.

## Діяльність
З початком повномасштабного вторгнення РФ, TDC розгорнув кампанію з інформування іноземних урядів та громадських організацій щодо ситуації в Україні. Аналітики Центру публікували десятки статей у західних медіа та давали коментарі провідним світовим ЗМІ.
У березні 2022 року Центр підготував буклет, що містив перелік пошкоджених та знищених об'єктів культурної спадщини України, яким почалось документування злочинів Росії проти світової культури.
Організація виступила одним із підписантів звернення від українських НУО до Європейського Союзу щодо надання Україні статусу кандидата на вступ до ЄС.